# 岸和田大橋
岸和田大橋（きしわだおおはし）は、阪南港の岸和田旧港地区に架かる全長445.0m・道路幅員20.3～26.3m（4車線）のアーチ橋である。大阪府岸和田市の港緑町と大北町の間に架かる阪神高速4号湾岸線の道路橋で、1994年4月2日に供用開始した。

## 周辺
- アクアヴェルデ岸和田（港緑町の愛称）
  - コーナン岸和田ベイサイド店
  - アクアパーク（港湾緑地）
  - アクアパークCITY岸和田南1番館 - 4番館（共同住宅）
  - リヴァージュブラン（結婚式場）
  - 岸和田カンカンベイサイドモール
  - 岸和田市立浪切ホール
- 阪南マリーナ
- 岸和田マリーナ
- 岸和田南出入口
- 大阪府道29号大阪臨海線
- 浜工業公園